# Jimmy Davies
Jimmy Davies (n. 18 august 1929, Glendale, California, SUA – d. 11 iunie 1966, Chicago, Illinois, SUA) a fost un pilot de Formula 1. De-a lungul carierei a luat startul în 5 curse, niciuna din pole-position. Nu a câștigat nicio cursă și a terminat o singură dată pe podium, acumulând 4 puncte în întreaga activitate ca pilot de Formula 1.